# Terrence Hepetema
Pas d'image ? Cliquez ici

a Compétitions nationales et continentales officielles uniquement.

Dernière mise à jour le 1 mars 2025.
Terrence Hepetema, né le 3 janvier 1992 à Harrow dans le Borough londonien de Brent, est un joueur de rugby à XV anglo-néo-zélandais qui évolue au poste de centre.
Il est le petit-fils d'Anthony Hepetema qui a joué pour les Māori All Blacks.
Il est sélectionnable pour l'Australie, l'Angleterre ainsi que pour la Nouvelle-Zélande.

## Biographie
Terrence Hepetema joue pour Randwick en Australie et dispute sa première saison de Super Rugby en 2013, avec l'équipe des Waratahs.  
En septembre 2013, il signe pour les Leicester Tigers en Angleterre, puis passe brièvement par les Doncaster Knights. Il rejoint ensuite la Nouvelle-Zélande, et la province de Bay of Plenty. Il joue également pour l'équipe des Blues en Super Rugby en 2018 avant de retourner en Angleterre aux London Irish.
Il s'engage au FC Grenoble pour trois ans à partir de juillet 2022.

## Palmarès
- Vainqueur du Championnat d'Angleterre de 2e division en 2019 avec les London Irish.
- Finaliste de la Coupe d'Angleterre en 2022 avec les London Irish.
- Finaliste du Championnat de France de Pro D2 en 2023 et 2024 avec le FC Grenoble.
- Finaliste du Barrage d'accession au championnat de France en 2023 et 2024 avec le FC Grenoble.